# Tokeitai
El Tokeitai (特警隊 Cuerpo Especial de Policía?) realizaba las funciones de policía militar y policía secreta bajo la jurisdicción de la Armada Imperial Japonesa, resultando la homóloga del Kempeitai del Ejército Imperial Japonés. Tras la Segunda Guerra Mundial, varios de sus miembros fueron acusados de cometer crímenes de guerra durante la segunda guerra sino-japonesa.